# Strażnica WOP Koźlice
Strażnica WOP Koźlice – podstawowy pododdział graniczny Wojsk Ochrony Pogranicza.

## Formowanie i zmiany organizacyjne
Późną jesienią 1949, w strukturze 18 batalionu Ochrony Pogranicza, została sformowana w Koźlicach strażnica WOP nr 17a. Służbę graniczną rozpoczęła 15 maja 1949.
Od 15 marca 1954 wprowadzono nową numerację strażnic w skali kraju, a strażnica I kategorii otrzymała nr 21.
W 1956 rozpoczęto numerowanie strażnic na poziomie brygady. Strażnica I kategorii Koźlice była 21. w 8 Brygadzie Wojsk Ochrony Pogranicza . 
W 1960, po kolejnej zmianie numeracji, strażnica posiadała numer 7 i zakwalifikowana była do kategorii II w 8 Łużyckiej Brygadzie WOP . W 1964 strażnica WOP nr 6 Koźlice uzyskała status strażnicy lądowej i zaliczona została do II kategorii.

## Dowódcy strażnicy
- st. sierż. Wacław Okoń – (1950–?)[7]